# Montes Taebaek

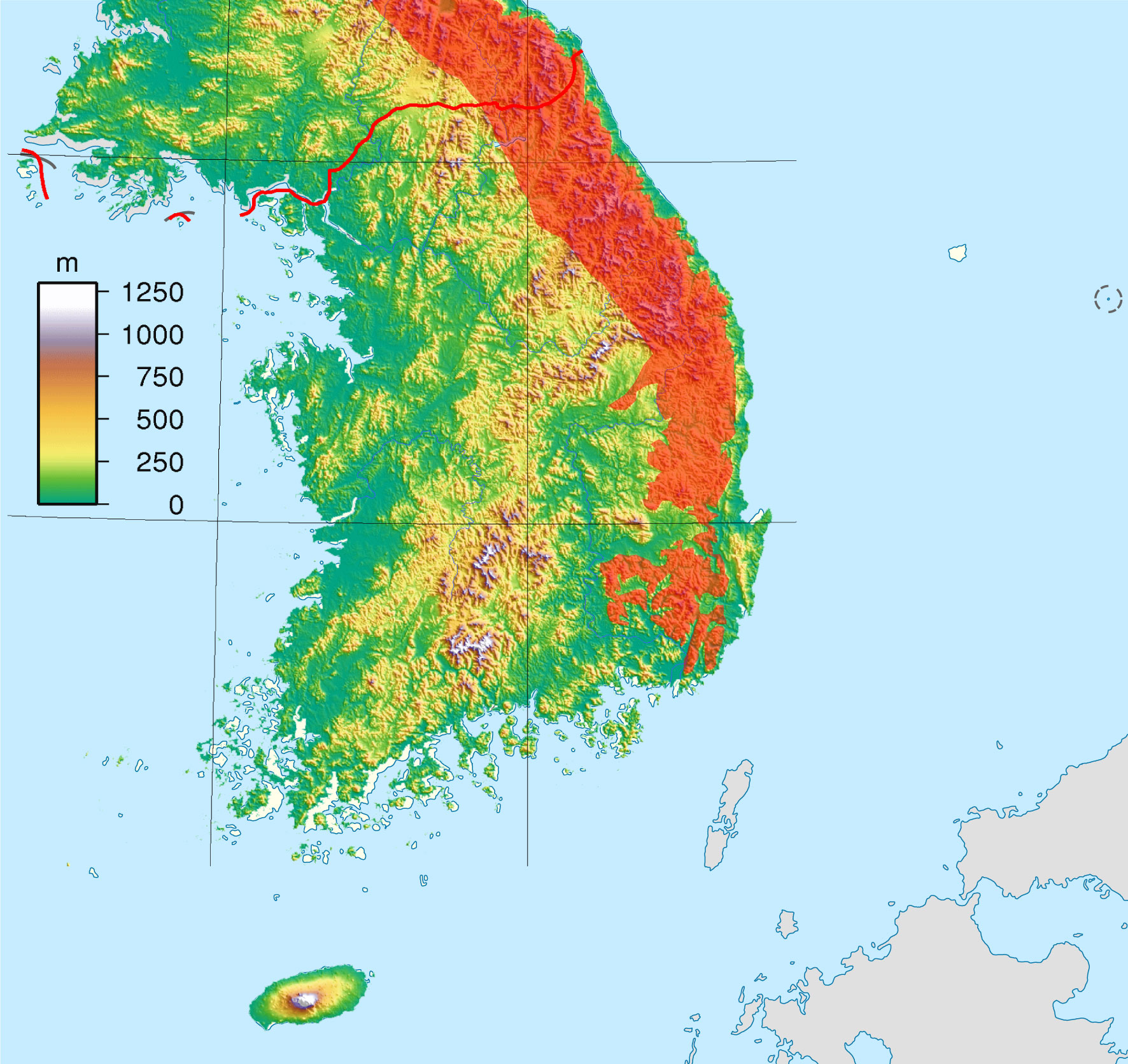
Mapa de localización

Los Montes Taebaek  (en coreano: 태백산맥) son una cadena montañosa de los países asiáticos de Corea del Norte y Corea del Sur. Estas montañas forman la cresta principal de la península coreana.
Las montañas de Taebaek se hallan en el borde oriental de la península y se extienden a lo largo del Mar del Este o Mar del Japón. El Monte Hwangnyong en Corea del Norte (con 1.268 metros de altura) constituye el extremo septentrional de la sierra, mientras que Busan se encuentra en el extremo sur de la cordillera. Esto hace que la cadena montañosa tenga una longitud total de más de 500 kilómetros, con un promedio de unos 1.000 metros de altura.